# Mecklenburgische XIV
In die Gattung XIV ordnete die Großherzoglich Mecklenburgische Friedrich-Franz-Eisenbahn acht baugleiche Tenderlokomotiven ein, die Lenz & Co. für verschiedene von ihr betriebene Bahnen erwarb. Ab 1895 erhielten die Lokomotiven die Bahnnummern 510 bis 514 und 516 bis 518. Ab 1910 wurden die Maschinen in die Gattung T 2 einsortiert. Im Zeitraum zwischen 1911 und 1918 wurden die Lokomotiven ausgemustert.
Ebenfalls in diese Gattung eingeordnet wurde eine ähnliche Lokomotive, die ursprünglich an die Altdamm-Colberger Eisenbahn-Gesellschaft geliefert wurde.

## Geschichte
Das Unternehmen Lenz & Co. war mit dem Betrieb mehrerer Bahnstrecken in Mecklenburg-Schwerin beauftragt. Für den Betrieb erwarb man von Vulcan zwischen 1883 und 1885 acht Tenderlokomotiven. 
Von den 1883 gelieferten Lokomotiven erhielt die Güstrow-Plauer Eisenbahn eine Lokomotive. Diese erhielt die Bahnnummer 4. Nach der Übernahme durch die Friedrich-Franz-Eisenbahn 1890 erhielt sie die Bahnnummer 117, ab 1895 die Nummer 510. Vier Lokomotiven kamen zur Wismar-Rostocker Eisenbahn. Sie erhielten die Bahnnummern 1 bis 4, später die Nummern 11 bis 14. Nach der Übernahme durch die Friedrich-Franz-Eisenbahn 1890 wurden sie als Nummer 120 bis 123 eingeordnet, ab 1895 als Nummer 511 bis 514.
1884/1885 wurden drei Lokomotiven an die Teterow-Gnoiener Eisenbahn geliefert. Die Lokomotiven erhielten die Bahnnummern 1 bis 3, später 21 bis 23. Nach der Übernahme durch die Friedrich-Franz-Eisenbahn wurden sie als Nr. 516 bis 518 eingereiht.
Die Ausmusterung der Lokomotiven erfolgte zwischen 1911 und 1918. 

## Konstruktive Merkmale
Die Lokomotiven waren weitgehend identisch. Unterschiede waren nur auf die unterschiedlichen Einsatzorte zurückzuführen. Die Maschinen verfügten über einen innenliegenden Blechrahmen. Der Langkessel bestand aus zwei Schüssen. Auf dem vorderen Kesselschuss saß der Dampfdom mit dem Sicherheitsventil.
Das außenliegende waagerecht angeordnete Zweizylinder-Naßdampftriebwerk arbeitete auf den hinteren Radsatz. Die Schieberkästen waren über den Zylindern angebracht. Die außenliegende Allan-Steuerung hatte gekreuzte Exzenterstangen.
Die Federung erfolgte durch über den Achssätzen liegenden Blattfederpaketen. Die Schleifer-Druckluftbremse wirkte auf beide Radsätze von vorn. Die vorhandene Heberleinbremse wurde später ausgebaut.
Der Sandkasten saß auf dem hinteren Kesselschuss und sandete zwischen beide Achsen. Der Kohlevorrat war in Behältern vor dem Führerhaus untergebracht. Die davorliegenden Wasserkästen reichten bis zur Rauchkammer.